# Elousa minor
Elousa minor är en fjärilsart som beskrevs av Smith 1899. Elousa minor ingår i släktet Elousa och familjen nattflyn. Inga underarter finns listade i Catalogue of Life.